# Coeliccia boettcheri
Coeliccia boettcheri är en trollsländeart som beskrevs av Schmidt 1951. Coeliccia boettcheri ingår i släktet Coeliccia och familjen flodflicksländor. Inga underarter finns listade i Catalogue of Life.